# Фланден, Нина Петровна
Ни́на Петро́вна Фланде́н (фр. Nina Annetta Flandin; 30 января 1834, Санкт-Петербург — 4 января 1867, Саратов) — российский педагог, первая начальница самарского женского училища, содержательница частных пансионов в Самаре, Симбирске и Саратове.

## Биография
Родилась 18 января (по старому стилю) 1834 года в Санкт-Петербурге. Урожденная Neide. Вероисповедание — лютеранка. Крещена в евангелическо-лютеранской церкви свв. Петра и Павла Санкт-Петербурга. 
7 сентября 1851 года венчалась с провизором и фотографом Альфонсом Фланденом в евангелическо-лютеранской церкви свв. Петра и Павла в Москве.
С 19 лет — на педагогическом поприще. 25 мая 1858 года после молебна, совершенного епархиальным архиереем, в присутствии губернатора и всех городских властей открыла в Самаре пансион на Вознесенской улице в доме купца Лаптева (бывшем Обухова, ныне улица Степана Разина, д. 49). 
В этом пансионе преподавались: закон Божий; языки: русский, французский, немецкий с их литературой; арифметика; география; история всеобщая и русская. Девушки обучались чистописанию, рисованию, музыке, танцам и рукоделию. 
Пансион состоял из трёх классов, в том числе приготовительного. Курс учения был пятилетний; в приготовительном классе надлежало пробыть год, в остальных — по два в каждом; впрочем, девушки могли поступать в пансион весь год и именно в тот класс, для которого по испытаниям оказывалось у них достаточно знаний. В пансион ученицы принимались полными пансионерками, которые в нём и жили, полупансионерками, которые оставались в нём до восьми часов вечера, завтракали, обедали и пили чай в пансионе, и экстернами или приходящими, которые пользовались только уроками и в три часа уходили из пансиона. Пансионерки носили форменные зеленые платья с черными фартуками и белыми воротничками. За пансионерку платилось в год 210 рублей, за полупансионерку — 150 рублей и за каждую приходящую — 75 рублей. В пансионе давались уроки и английского языка, но за обучение ему полагалась отдельная плата, так же как и за музыку с полупансионерок и с приходящих. 
К концу первого года существования этого пансиона, в нём было 26 учениц. Но этот пансион действовал недолго, вследствие открытия в Самаре женского училища 1-го разряда (предшественника 1-й женской гимназии), первой начальницей которого (с 7.08.1859 г. по 1.08.18г.) была назначена г-жа Фланден, с правом сохранить свой пансион при училище. Это обстоятельство само собою породило различные неудовольствия и недоразумения в обществе, результатом которых был отъезд Фланден из Самары и закрытие пансиона в 1860 году.
С 1860 года семья Фланден перебирается в Симбирск, где в сентябре Нина Фланден открыла «Пансион для девиц госпожи Фланден». Первоначально пансион размещался в одном из лучших зданий города — каменном двухэтажном особняке дворян Ермоловых на Московской улице (сохранившийся дом по улице Ленина, № 59 — в настоящее время отнесён к числу историко-архитектурных памятников Ульяновска). За несколько месяцев до большого симбирского пожара, произошедшего в августе 1864, семья Фланден поселилась на Большой Саратовской улице (ныне улица Гончарова) в доме мещанки Марьи Дементьевны Балдиной (Балдовой), куда Нина Фланден перевела и свой пансион. Деятельность Нины Фланден высоко оценивалась как начальством, так и родителями учеников. «Лучшаго пансиона я не встречал в провинции», — написал о симбирском пансионе член министерства народного просвещения А. Ф.Постельс.
Потеряв все имущество во время пожара, осенью 1864 семья Фланден ненадолго переезжает в Москву, а затем направляется в Саратов, где Нина Фланден открыла мужской пансион, начинавшийся с одного-двух и достигший пятидесяти учеников к моменту безвременной кончины Нины Фланден.
Скончалась в Саратове 23 декабря 1866 года в возрасте 32 лет от рака молочной железы.